# Портедж (Юта)
Портедж (англ. Portage) — місто (англ. town) в США, в окрузі Бокс-Елдер штату Юта. Населення — 273 особи (2020).

## Географія
Портедж розташований за координатами 41°58′38″ пн. ш. 112°14′33″ зх. д. / 41.97722° пн. ш. 112.24250° зх. д. (41.977116, -112.242423).  За даними Бюро перепису населення США в 2010 році місто мало площу 7,74 км², уся площа — суходіл. В 2017 році площа становила 6,61 км², уся площа — суходіл.

## Демографія
Згідно з переписом 2010 року, у місті мешкало 245 осіб у 82 домогосподарствах у складі 65 родин. Густота населення становила 32 особи/км².  Було 100 помешкань (13/км²).
Расовий склад населення:
| - 98,8 % — білих - 0,4 % — чорних або афроамериканців |

До двох чи більше рас належало 0,4 %. Частка іспаномовних становила 2,9 % від усіх жителів.
За віковим діапазоном населення розподілялося таким чином: 30,6 % — особи молодші 18 років, 58,0 % — особи у віці 18—64 років, 11,4 % — особи у віці 65 років та старші. Медіана віку мешканця становила 38,8 року. На 100 осіб жіночої статі у місті припадало 111,2 чоловіків;  на 100 жінок у віці від 18 років та старших — 107,3 чоловіків також старших 18 років.
Середній дохід на одне домашнє господарство  становив 100 742 долари США (медіана — 47 500), а середній дохід на одну сім'ю — 127 339 доларів (медіана — 63 750). За межею бідності перебувало 16,0 % осіб, у тому числі 22,9 % дітей у віці до 18 років та 4,3 % осіб у віці 65 років та старших.
Цивільне працевлаштоване населення становило 131 особа. Основні галузі зайнятості: виробництво — 25,2 %, освіта, охорона здоров'я та соціальна допомога — 15,3 %, будівництво — 13,0 %, мистецтво, розваги та відпочинок — 12,2 %.